# Artémis, cœur d'artichaut
Pour plus de détails, voir Fiche technique et Distribution.
Artémis, cœur d'artichaut est un film français réalisé par Hubert Viel et sorti le 25 septembre 2013. C'est une comédie librement inspirée de la mythologie grecque, qui imagine le quotidien de la déesse Artémis dans le monde contemporain.

## Synopsis
La déesse Artémis (Frédérique Barré) a faussé compagnie à l'Olympe et est devenue une jeune femme qui va à la fac à Caen en France. D'abord d'un caractère misanthrope et solitaire, car elle préfère la compagnie des animaux et des enfants à celle des adultes, Artémis voit son quotidien changer lorsqu'elle fait la connaissance de la nymphe Kalie Steaux (autrement dit Callisto, jouée par Noémie Rosset), qui lui propose de prendre une colocation avec elle. Très vite, les deux jeunes femmes se lient d'amitié et entreprennent toutes sortes d'activités et de voyages. Le tout est raconté par un narrateur omniscient (Hubert Viel) qui a parfois un peu de mal à suivre les événements.

## Fiche technique
- Titre : Artémis, cœur d'artichaut
- Réalisation : Hubert Viel
- Scénario : Hubert Viel
- Musique originale : Hubert Viel
- Image : Alice Desplats
- Costumes : Perrine Hurel
- Montage : Fabrice du Peloux
- Production : Hubert Viel
- Studios de production : Artisans du Film, Cinémas 93
- Distribution : Niz! (France, sortie en salles)
- Pays :  France
- Langue : français
- Durée : 64 minutes
- Format : 8 mm, couleur et noir et blanc
- Date de sortie : France : 25 septembre 2013

## Distribution
- Frédérique Barré : Artémis
- Noémie Rosset : Kalie Steaux (autrement dit Callisto)
- Hubert Viel : le narrateur omniscient
- Lelio Naccari : Fernando
- Gregaldur : Gregaldur
- Djahiz Gil : le chansonnier
- Christophe Planques : gendarme 1
- Thibault Villette : gendarme 2
- Adèle Prat, Blanche Constant, Maxime Dallant : les enfants
- Yvan Tina : Paul
- Clément Chahouche : Hector
- Didier Lechat : le prof de lettres
- Magali Öhlund : la fille ivre
- Jean Ouzel : Zeus
- Loïs Horn : Apollon enfant
- Pouria Hosseinpour, Véronique Caillebault : deux amies de Kalie
- Samuel Potin : l'amant nu
- Ludovic Loir : voix du présentateur radio
- Emmanuel Simon : voix de l'agriculteur interviewé

## Production
À l'origine, le film était un court métrage autoproduit par le réalisateur lui-même. Le scénario tenant sur une vingtaine de pages, le film devait selon la scripte ne durer que 30 minutes. Mais après une première version de montage, le film semble nécessiter une durée bien plus ample qui dépasse les 60 minutes. Devant rendre impérativement un film de moins d'une heure à l'organisme qui lui a accordé une subvention à la post production (le département Seine-Saint-Denis), Hubert Viel écourte son film de seulement quelques minutes pour redescendre juste sous la barre des 60 minutes. C'est cette "version courte" qui ira dans les festivals de court-métrage. La version longue quant à elle sortira en salles et par la suite en DVD (édité par Potemkine).

## Accueil critique
Le film reçoit un accueil favorable dans la presse française : le site Allociné confère au film une moyenne de 3,8 sur 5 sur la base de 10 critiques de presse. Dans Libération, Julien Gester évoque « un délicieux double portrait féminin, hirsute et très doux à la fois ». Dans Le Monde, Sandrine Marques apprécie le traitement des deux personnages principaux amies alors que tout les oppose : « c'est l'alliance des contraires qui séduit, avant tout, dans cette audacieuse réinterprétation mythologique ». Dans Télérama, Jérémie Couston apprécie la « joie truffaldienne » qui irrigue le film et rapproche les héroïnes de l'univers de Rohmer ; il conclut que « Avec son « narrateur omniscient », interprété par le réalisateur lui-même, sa voix off pince-sans-rire, son super-8 ultra charbonneux et ses effets spéciaux à la Méliès, cette fantasmagorie mythologico-burlesque possède le charme et la folie douce des œuvres de jeunesse ». Dans L'Humanité, Jean Roy souligne la modestie du projet (un ancien court métrage à faible budget, premier film mettant en scène des actrices encore inconnues) et affirme que « nous sommes en présence d’une profonde originalité dans cet essai qui relève de… l’essai, un pied dans le narratif, l’autre dans l’expérimental » ; il estime que le résultat est « un coup de jeune dans le cinéma français ». Dans Les Inrockuptibles, Amélie Dubois émet un avis en demi-teinte : elle souligne le « soupçon... de s’assurer un capital séduction vintage » qui pèse sur certains des choix esthétiques du film inspirés par la Nouvelle Vague, ainsi que « des choix littéraires et illustratifs qui ne trouvent pas une réelle nécessité cinématographique », mais apprécie le « joli petit effet » qui en résulte, et surtout le talent des deux actrices principales. Pour Joachim Lepastier, dans les Cahiers du cinéma, « même imparfait, le film aura rempli sa mission, à savoir faire rimer Artémis avec malice ».

## Distinctions
Lors du festival de Brive en avril 2013, le film obtient le Grand prix France, le prix du jury Ciné plus et le prix du jury spectateurs. En septembre 2013, il obtient le grand prix du festival Silhouette à Paris.